# Extraction (filme de 2020)
Resgate (Extraction) é um filme de suspense de ação americano de 2020, dirigido por Sam Hargrave e roteiro de Joe Russo,  baseado no Romance gráfico de 2014  ciudad  de Ande Parks, Joe Russo, Anthony Russo, Fernando Leon Gonzalez e Eric Skillman. O filme é estrelado por Chris Hemsworth, Rudhraksh Jaiswal, Randeep Hooda, Golshifteh Farahani, Pankaj Tripathi, Priyanshu Painyuli e David Harbour. A trama segue um mercenário das operações negras que deve resgatar o filho sequestrado de um traficante indiano em Dhaka, Bangladesh, o filme foi lançado em 24 de abril de 2020, pela Netflix. Ele recebeu críticas mistas dos críticos, que elogiaram as performances de Hemsworth e Hooda e o trabalho de dublê, mas lamentaram a história e a violência excessiva.[carece de fontes?]

## Enredo
Tyler Rake, um mercenário do mercado negro, é recrutado pelo seu colega mercenário Nik Khan para resgatar Ovi Mahajan Jr., filho do maior traficante de drogas da Índia Ovi Mahajan Sr., de Dhaka, Bangladesh, porque é detido em resgate pelo maior traficante de drogas de Bangladesh. Amir Asif. 
Enquanto Rake está no processo de extrair Ovi de seus seqüestradores, Saju, um ex-soldado das Forças Especiais e o chefe do pai de Ovi, tenta trazer o garoto de volta, com medo de que sua família seja morta e para evitar pagar a quantia substancial. dinheiro de resgate, que nem ele nem o pai atualmente preso de Ovi podem pagar. Em outros lugares, Asif pede um bloqueio imediato de Dhaka. 
Depois de escapar de Saju e da polícia e força de elite corruptas, que são controladas por Asif - Rake e Ovi, encontram Farhad, um garoto que quer provar a Amir matando Rake e sua gangue. Rake luta, mas não mata os meninos. Mais tarde, eles são apanhados por um velho amigo e ex-companheiro de esquadra aposentado de Rake que vive em Dhaka, Gaspar. Levando o par para sua casa, ele e Rake alcançam antes de Gaspar sair e Rake leva comida para Ovi. Os dois falam sobre o filho de seis anos de Rake que morreu de linfoma . Quando Gaspar volta para casa, ele tenta convencer Rake a desistir de Ovi e revela a ele que Asif é realmente seu amigo que ele não pode trair. Ele e Rake lutam e Ovi encontra os dois no meio da luta. Gaspar começa a explicar e se aproxima de Ovi, mas Ovi acaba atirando em Gaspar duas vezes e o mata. 
Oito meses depois, Asif é morto por Khan no banheiro de um restaurante. Ovi pula na piscina da escola e, quando ele aparece, vê um homem branco vigiando-o, provavelmente Rake. 

## Elenco
- Chris Hemsworth como Tyler Rake, um ex-operador SASR que virou mercenário
- Rudhraksh Jaiswal como Ovi Mahajan Jr., filho do senhor do crime indiano Ovi Mahajan Sr.
- Randeep Hooda como Saju, um ex-operador do Pará (Forças Especiais) e capanga de Ovi Mahajan Sr.
- Golshifteh Farahani como Nik Khan, um mercenário e parceiro de Rake
- Pankaj Tripathi como Ovi Mahajan Sr., um senhor do crime indiano e pai de Ovi
- Priyanshu Painyuli como Amir Asif, um senhor do crime de Bangladesh que sequestrou Ovi
- David Harbour como Gaspar, um companheiro de equipe de Tyler que vive em Dhaka
- Adam Bessa como Yaz Khan
- Shataf Figar como coronel da força de elite de Bangladesh trabalhando para Amir
- Suraj Rikame como Farhad, um garoto que virou capangas de Amir
- Neha Mahajan como Neysa, esposa de Saju
- Sam Hargrave como Gaetan

Em 31 de agosto de 2018, foi anunciado que Sam Hargrave dirigiria Dhaka a partir de um roteiro de Joe Russo .  Além disso, Chris Hemsworth foi escolhido para estrelar o filme.  Em novembro de 2018, o resto do elenco foi definido.  
A extração foi criticada por várias saídas por ter percebido elementos do " salvador branco ".    A Variety chamou o filme de "uma versão salvadora de brancos de Man on Fire ", enquanto Screen Rant disse que os "elementos regressivos salvadores brancos" do filme a arrastam para baixo. Em uma revisão geral positiva, Scott Mendelson, da Forbes, escreveu: "Veja, vamos tirar isso do caminho. Sim, o diretor Sam Hargrave e o escritor Joe Russo's Extraction ... são um filme de salvador indiscutivelmente "problemático" ". 